# Wolff von Graeffendorff

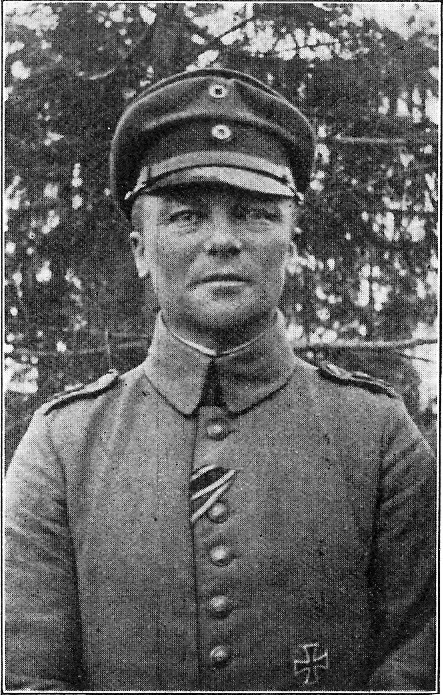
Hauptmann von Graeffendorff

Wolff Konrad August Max von Graeffendorff (* 5. September 1876 Sakrau; † 10. Dezember 1945 in Rodewald) war ein deutscher Oberst im Zweiten Weltkrieg und Ritter des Ordens Pour le Mérite.

## Leben

### Herkunft
Wolff entstammte dem Ostthüringischen Uradelsgeschlecht Graeffendorff. Er war der Sohn des Landesältesten und Herrn auf Schollendorf Karl von Graeffendorff (* 1841) und dessen Ehefrau Elise, geborene von Leesen (* 1840).

### Militärkarriere
Nach seinem bestandenen Abiturexamen trat Graeffendorff 1895 in das 2. Schlesische Jäger-Bataillon Nr. 6 der Preußischen Armee in Oels ein. Das Offizierskorps des Bataillons bestand seinerzeit nur aus Adeligen. Hier wurde er am 18. August 1896 zum Sekondeleutnant befördert und war ab 1899 Bataillonsadjutant. Ab Oktober 1903 war er bei der Probeeinführung der neueingerichteten Maschinengewehr-Abteilungen in verschiedenen Infanterieeinheiten tätig.
Wieder zurück im traditionellen Jägerverband, wurde er 1911 in das Kurhessische Jäger-Bataillon Nr. 11 nach Marburg versetzt. Dort wurde er mit der Beförderung zum Hauptmann am 1. Oktober 1912 zum Chef der MG-Kompanie ernannt. Vor dem Krieg hatte er das Ritterkreuz II. Klasse des Albrechts-Ordens sowie das Ritterkreuz II. Klasse des Herzoglich Sachsen-Ernestinischen Hausordens erhalten.

#### Erster Weltkrieg
Zu Beginn des Ersten Weltkriegs kämpfte das Bataillon im Verband des H. K. K. 1. Einem sächsischen Armee-Korps unterstellt, überschritt es die Maas bei Dinant und kam bis in den Süden von Châlons. Nach der Schlacht an der Marne deckte das Bataillon den Rückzug des XIX. Armee-Korps und ging bei La Bassée zum Stellungskrieg über. In der Herbstschlacht bei La Bassée zeichnete sich Graeffendorff aus.
Am 30. Juli 1916 wurde er zum Kommandeur des Reserve-Jäger-Bataillons Nr. 23 bei der im Entstehen begriffenen 200. Infanterie-Division ernannt. Mit dieser focht er in den Waldkarpaten, am Tatarenpass und im Ludowa-Gebiet. Dort erstürmte er die Hala-Mahailewa, Hala-Lukawiek, die Watonarka, den Plaik und die Ludowa. Für seine Leistungen erhielt er Anfang Januar 1917 das Ritterkreuz des Königlichen Hausordens von Hohenzollern mit Schwertern, nachdem er bereits vorher mit beiden Klassen des Eisernen Kreuzes ausgezeichnet worden war. Am 13. desselben Monats wurde er zum Kommandeur seines in der gleichen Division kämpfenden alten Bataillons, des Kurhessischen Jäger-Bataillons Nr. 11, ernannt.
Vom 1. Juni bis 31. August 1917 war Graeffendorff Kommandeur des k. u. k. Gebirgs-Bataillons IV./50. Unter seiner Führung wirkte es bei der Befreiung der Bukowina mit.
Zurück bei seinen Jägern im Stellungskrieg an der Ostgrenze zur Bukowina, wurde die Division an die italienische Front gefahren. Nach der Schlacht von Karfreit drang man in Richtung Tagliamento vor. Am 30. Oktober erstürmte das Bataillon den Brückenkopf von Codroipo am Fuße des Tagliamentos. So wurde den italienischen Truppen eine entscheidende Rückzugsmöglichkeit genommen. Bei der Erstürmung wurden über 5000 italienische Soldaten, etwa 500 Pferde, vierzig Lastkraftwagen, eine gesamte Gebirgsbatterie in voller Ausrüstung, sowie Waffen und Munition erbeutet. Graeffendorff wurde hierfür am 24. November 1917 als erster Jägeroffizier mit dem Orden des Pour le Mérite ausgezeichnet.
Nach der Erstürmung des Monte Valderoa und Kämpfen am Tontana-Secca im Dezember kehrte das Bataillon an die Westfront zurück, wo es zunächst in den Vogesen zum Einsatz kam. Graeffendorff wurde dann am 1. April 1918 zum Ersten Adjutant der 200. Infanterie-Division ernannt. Als solcher nahm er an den Kämpfen der 2. Armee an der Avre, Brückenkopf von Moreuil, teil. Krankheitshalber wurde er am 13. Mai 1918 als Erster Adjutant des kaiserlichen Gouvernements Oesel, Dagö und Moon in den Osten versetzt. Dort wurde er am 18. Oktober 1918 zum Major befördert.
Nach Kriegsende und Novemberrevolution wurde Graeffendorff im Dezember 1918 zu den Offizieren von der Armee überführt und im Zuge der Verringerung der Armee am 31. März 1920 aus dem aktiven Dienst verabschiedet.

#### Wehrmacht
Graeffendorff wurde am 1. Juli 1938 zur Verfügung des Heeres der Wehrmacht gestellt, ohne jedoch eine Verwendung zu erhalten. Anlässlich des sogenannten „Tannenbergtages“ erhielt er am 27. August 1939 den Charakter als Oberstleutnant. Zu Beginn des Zweiten Weltkriegs verblieb er ohne Verwendung. Erst am 1. Juli 1941 wurde er als Oberstleutnant z.V. Kommandeur des Transportbegleitregiments „Breslau“. Später wurde dieses in Transportbegleitregiment „Ukraine“ umbenannt. Am 17. Januar 1943 wurde Graeffendorff von seinem Kommando entbunden und anschließend in die Führerreserve versetzt. Hier erfolgte am 1. Oktober 1943 noch seine Beförderung zum Oberst z.V., bevor seine z.V.-Stellung am 31. Dezember 1943 aufgehoben wurde.

### Familie
Er heiratete 1907 in Oels eine aus dem niederen Adel Schlesiens entstammende von Lieres und Wilkau, Lucie Theodore Marie Magdalene Ottilie (* 12. Februar 1877 in Grüttenberg).